# Ліберійська футбольна асоціація
Ліберійська футбольна асоціація (англ. Liberia Football Association) — організація, що здійснює контроль та управління футболом у Ліберії. Розташовується у столиці країни — Монровії. ЛФА заснована у 1936 році, вступила до КАФ у 1962 році, а у ФІФА — у 1964 році. У 1975 стала членом-засновником Західноафриканського футбольного союзу. Асоціація організує діяльність та управляє національними збірними з футболу (чоловічою, жіночою, молодіжними). Під егідою асоціації проводиться чемпіонат країни та багато інших змагань.